# Bréchamps
Bréchamps település Franciaországban, Eure-et-Loir megyében. Lakosainak száma 365 fő (2022. január 1.). Bréchamps Croisilles, Chaudon, Coulombs és Nogent-le-Roi községekkel határos.

## Népesség
A település népességének változása:
| Lakosok száma | 170  | 251  | 270  | 324  | 326  | 325  | 344  | 358  | 363  | 365  |
|               | 1968 | 1982 | 1990 | 2006 | 2013 | 2015 | 2017 | 2019 | 2020 | 2022 |